# Adrian Tekliński
Adrian Tekliński (Brzeg, Voivodat d'Opole, 3 de novembre de 1989) és un ciclista polonès, professional des del 2013. Actualment milita en l'equip SKC Tufo Prostějov.
Els seus millors resultats els ha aconseguit en el ciclisme en pista, destacant el campionat del món en Scratch de 2017.

## Palmarès en pista
- 2013
  -  Campió de Polònia en Òmnium
  -  Campió de Polònia en Scratch
  -  Campió de Polònia en Persecució per equips
- 2015
  -  Campió de Polònia en Òmnium
  -  Campió de Polònia en Puntuació
- 2016
  -  Campió de Polònia en Òmnium
  -  Campió de Polònia en Persecució
- 2017
  -  Campió del món en Scratch

## Palmarès en ruta
- 2014
  - Vencedor d'una etapa al Bałtyk-Karkonosze Tour